# Ã
Ã, ã (A с тильдой) — буква расширенной латиницы, используемая в некоторых языках мира. Из мировых языков наиболее широко встречается в португальском, из-за чего иногда используется как неформальный символ этого языка (см. лузофония).

## Использование
В португальском языке звук, обозначаемый буквой Ã, возник путём назализации латинских сочетаний an и am: germana > irmã «сестра». Ã таким образом передаёт носовой центральный неокруглённый гласный звук, хотя его точное качество меняется от открытого до среднезакрытого в зависимости от диалекта. Используется также для записи носовых дифтонгов ãe и ão.
Также эта графема используется, но уже в иных качествах в арумынском языке, гуарани, кашубском и вьетнамском языках.
- Арумынский язык: ã соответствует румыно-молдавскому â/ы (Â — (среднеязычный гласный звук) ы.
- Во вьетнамском языке ã представляет звук [ːа] с нисходяще-восходящим тоном.

В Международном фонетическом алфавите /ã/ обозначает носовой открытый неокруглённый гласный, например, во французской транскрипции слова maman [mamã] «мама».